# Shaqiya
Shaqiya (auch: Abu Shaqiya, Saqiya ibn ʿAbd al-Wahîd, Schakija; * unbekannt; † um 777) war ein andalusischer Berberfürst aus dem Volk der Miknasa, der um 777 gegen den Emir von Córdoba Abd ar-Rahman I. revoltierte.

## Leben
Shaqiya war ein miknesischer Gelehrter, der sich im Westen von Al-Andalus gegen den Emir von Córdoba erhob und in der bergigen Sierra Morena viele Jahre vor ihm verschanzte. Er behauptete, ein Nachfahre von Mohammeds Tochter Fatima und deswegen Imam des Schiitentums zu sein. Er schwang sich aufgrund seiner (zweifelhaften) alidischen Genealogie zum Führer der Berber jener Region auf, die sich der Herrschaft des Emirs nicht unterwerfen wollten. Von 766 an konnte er sich mit seiner fanatischen Gefolgschaft sechs Jahre lang zwischen Guadiana und Tajo halten. In der entscheidenden Schlacht unterlag er jedoch dem Heer Abd ar-Rahmans am Fluss Bembézar vor den Toren der Hauptstadt Córdoba. Shaqiya überlebte die Schlacht, wurde jedoch vier Jahre später von seinen eigenen Anhängern ermordet.